# Owen Wolff
Owen Wolff (Snellville, 2004. december 30. –) amerikai korosztályos válogatott labdarúgó, az Austin középpályása.

## Pályafutása

### Klubcsapatokban
Wolff a Georgia állambeli Snellville városában született. Az ifjúsági pályafutását a Columbus Crew és az Atlanta United csapatában kezdte, majd az Austin akadémiájánál folytatta.
2021-ben mutatkozott be az Austin észak-amerikai első osztályban szereplő felnőtt keretében. Először a 2021. november 4-ei, Sporting Kansas City ellen 3–1-re megnyert mérkőzés 90+3. percében, Sebastián Driussi cseréjeként lépett pályára. Első gólját 2023. március 12-én, a Real Salt Lake ellen idegenben 2–1-es győzelemmel zárult találkozón szerezte meg.

### A válogatottban
Wolff 2022-ben tagja volt az amerikai U19-es válogatottnak.

## Statisztikák
2023. március 12. szerint
| Klub     | Szezon   | Osztály  | Bajnokság | Bajnokság | Kupa  | Kupa | Nemzetközi | Nemzetközi | Összesen | Összesen |
| Klub     | Szezon   | Osztály  | Meccs     | Gól       | Meccs | Gól  | Meccs      | Gól        | Meccs    | Gól      |
| -------- | -------- | -------- | --------- | --------- | ----- | ---- | ---------- | ---------- | -------- | -------- |
| Austin   | 2021     | MLS      | 2         | 0         | 0     | 0    | —          | —          | 2        | 0        |
| Austin   | 2022     | MLS      | 26        | 0         | 1     | 0    | —          | —          | 27       | 0        |
| Austin   | 2023     | MLS      | 3         | 1         | 0     | 0    | 1          | 0          | 4        | 1        |
| Összesen | Összesen | Összesen | 31        | 1         | 1     | 0    | 1          | 0          | 33       | 1        |